# Опосум віргінський
Опосум віргінський, опосум вірджінський (Didelphis virginiana) — єдиний вид сумчастих тварин, знайдений у Північній Америці. Це самітна нічна тварина, розміром з домашню кішку. Проживає по всій території Північної Америки від узбережжя до узбережжя (інтродукована до Каліфорнії в 1910 році), і від Центральної Америки та Мексики до півдня Канади та, ймовірно, все ще розширює свій ареал на північ. Часто можна побачити в містах, коли вони обшукують сміттєві контейнери або біля доріг.

## Назва
Родова назва «опосум» походить від wapathemwa, назви віргінського опосума на одній з алгонкінських мов. Пізніше ця назва була присвоєна всім представникам ряду опосумів (Didelphimorphia). Наукова назва роду Didelphis має грецьке коріння: di (два) і delphis (матка, утроба), — і пов'язана з тим, що у самок опосумів дві матки. Латинізована видова назва virginiana означає «з Вірджинії» — саме в цьому штаті був знайдений і описаний перший зразок віргінського опосума.

## Зовнішній вигляд

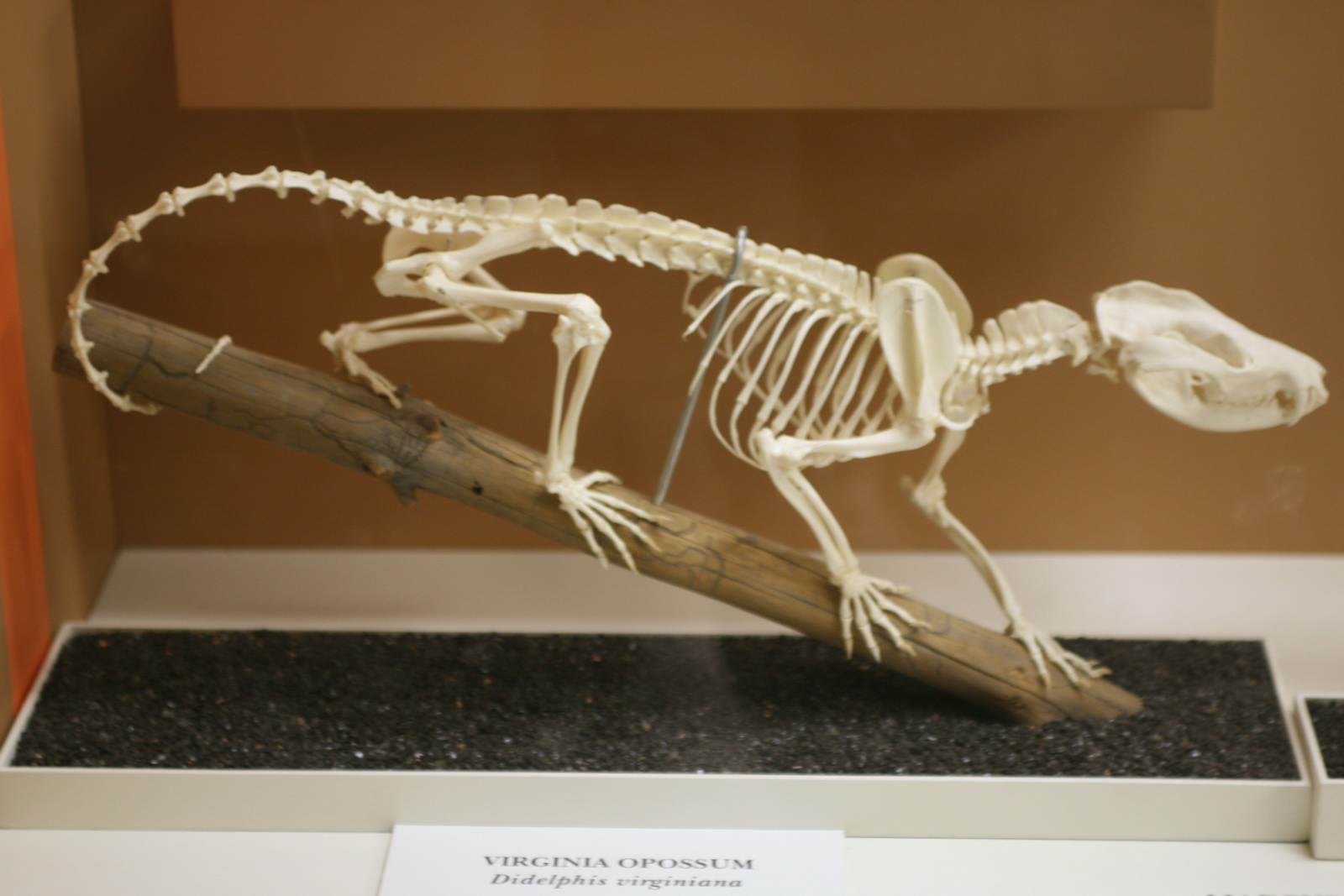
Скелет віргінського опосума

Віргінський опосум — ссавець порівняно щільної та важкої статури, розміром з домашню кішку. Довжина тіла — від 35 до 94 см, довжина хвоста — 22–47 см. Самці більші та важчі, ніж самки — вага дорослого самця від 0,8 до 6,4 кг, тоді як самки важать 0,3–3,7 кг. Морда у віргінського опосума подовжена і загострена, з довгими вусами-вібрисами. Вуха порівняно короткі, голі, чорні, зі світлішими кінчиками. Кінцівки короткі; на лапах по 5 пальців. Хода стопоходяча. Великий палець задніх кінцівок позбавлений кігтя і сильно протиставлений іншим. Підошви голі. Хвіст майже голий, довгий, хапального типу, пристосований для лазіння. Сумка для виношування потомства відкривається назад. Середнє число сосків у самок — 13, хоча може бути від 9 до 17.
Загальне забарвлення хутра та шкіри у віргінського опосума мінливе залежно від регіону. Як правило, забарвлення їх хутра сірувато-буре, зрідка трапляються особини-меланісти. На морді хутро контрастного білого кольору. Волосяний покрив досить довгий, підшерсток короткий і м'який. У північних популяцій підшерсток густий, його волоски забарвлені в білий колір, іноді з чорними кінчиками; остьове волосся сіре. У південних популяцій підшерсток рідший, остьові волосини темніше забарвлені; в цілому, забарвлення південних особин темніше. Пальці і кінчики вух світліші у північних популяцій і темніші у південних, в останніх пігментація шкіри хвоста поширюється за його волосисту частину.
Череп примітивний, з невеликою черепною коробкою. Зубів 50; зубна формула {\displaystyle I{5 \over 4}C{1 \over 1}P{3 \over 3}M{4 \over 4}}. Кількість хребців: 7 шийних, 13 грудних, 6 поперекових і 26-29 хвостових.
Звичайна температура тіла: 35–35,5 °C. Нормальна частота серцебиття — близько 200 ударів на хвилину. Рівень основного обміну речовин у віргінського опосума серед найнижчих, зафіксованих у ссавців (0,15 мл O2/г ваги/год для 3,5-кілограмової особини).
Каріотип: 22 хромосоми (2n).

## Поширення

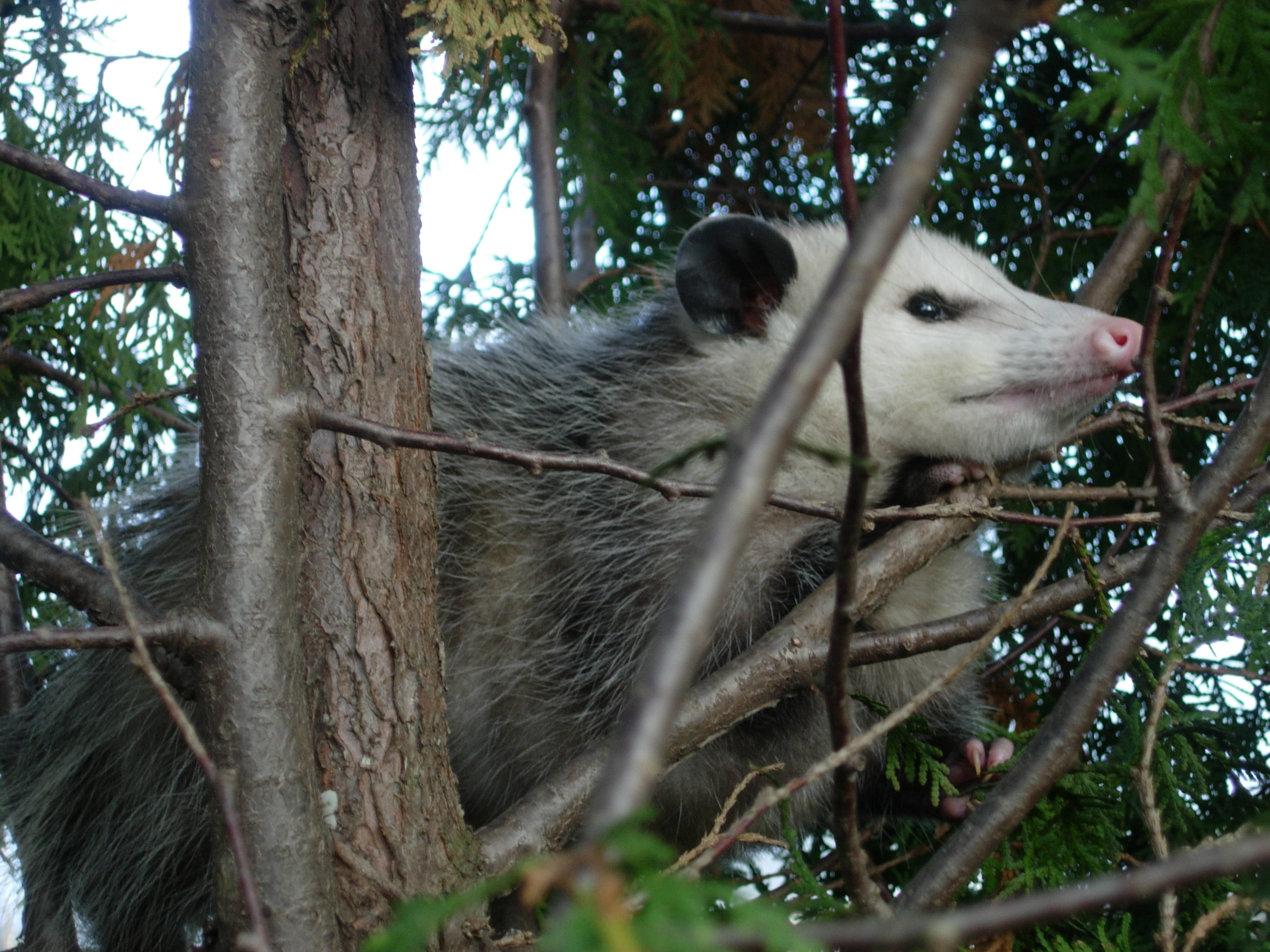
Опосум віргінський мешкає в дуплах дерев або в норах

Віргінський опосум — єдиний вид сумчастих, що мешкає в Північній Америці. Він широко поширений від Південної Канади (північний захід Онтаріо) до Мексики та Центральної Америки (Гватемала, Беліз, Сальвадор, Гондурас, Нікарагуа, Коста-Рика). Природний ареал віргінського опосума займає східну частину США аж до Скелястих гір; в південну частину тихоокеанського узбережжя США опосума завезли на початку XX ст. (інтродукований до Каліфорнії в 1910 р.). Його ареал продовжує розширюватися на північ, хоча холоди обмежують це просування.
Віргінський опосум водиться в таких регіонах:
- провінціях Канади — Британська Колумбія, Онтаріо,
- штатах США — Мен, Вермонт, Нью-Йорк, Нью-Гемпшир, Массачусетс, Коннектикут, Род-Айленд, Нью-Джерсі, Пенсільванія, Мериленд, Делавер, округ Колумбія, Вірджинія, Західна Вірджинія, Північна Кароліна, Південна Кароліна, Джорджія, Флорида, Алабама, Міссісіпі, Луїзіана, Техас, Нью-Мексико, Колорадо, Теннессі, Кентуккі, Огайо, Мічиган, Індіана, Вісконсин, Міннесота, Айова, Іллінойс, Міссурі, Арканзас, Оклахома, Канзас, Небраска, Північна Дакота, Південна Дакота, Вайомінг, Айдахо, Вашингтон, Орегон, Каліфорнія, Аризона[9].

### Підвиди
Виділено 4 підвиди віргінського опосума:
- D. v. virginiana Kerr, 1792
- D. v. pigra Bangs, 1898 (Флорида, Джорджія, Алабама, Міссісіпі, Луїзіана, Техас),
- D. v. californica Bennett, 1833 (Мексика, Центральна Америка; протягом XX ст. поширився на північ і захід по території західних штатів США),
- D. v. yucatanensis Allen, 1901 (Юкатан)[7].

### Палеонтологічна історія
Викопні рештки представників роду Didelphis відомі в Південній Америці з пліоцену, проте в Північній Америці вони не з'являються аж до еємського (сангамонского) міжльодовиків'я в плейстоцені. Викопні рештки виду Didelphis virginiana відомі після вюрмського (вісконсинського) періоду зледеніння. Судячи з них, до європейської колонізації північна межа ареалу віргінського опосума проходила по північній частині Західної Вірджинії та північному Огайо.

## Спосіб життя і харчування

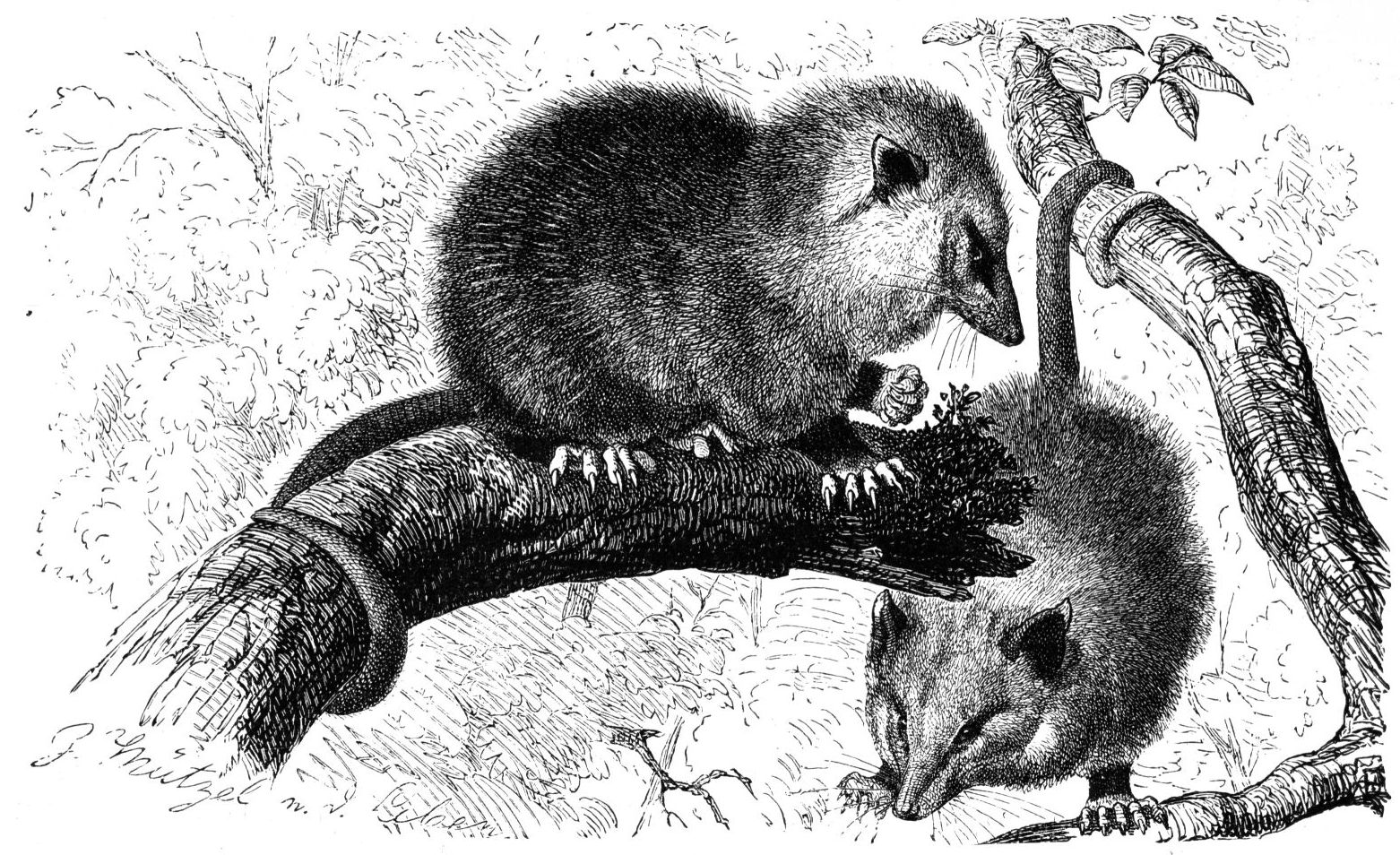
На малюнку добре видно як опосуми чіпляються хвостом за гілки дерев

Віргінські опосуми населяють різноманітні місцевості, від порівняно посушливих місцевостей до приморських районів, однак у цілому воліють триматися вологих заліснених ділянок, особливо заростей по берегах водойм і боліт. Легко адаптуються до присутності людей. На відпочинок зазвичай влаштовуються в дуплах дерев, в купах хмизу, сміття, в населених районах — у покинутих будівлях та підземних комунікаціях. Самі нір не риють, користуються чужими порожніми норами; як правило, самки займають їх на час виведення потомства, влаштовуючи гнізда. Однак відсутність доступних нір поширення опосумів не обмежує.
Віргінські опосуми — територіальні тварини, хоча, ймовірно, ведуть частково бродячий спосіб життя, залишаючись на одній території не більше 6 місяців. Дослідження показали, що типова ділянка проживання опосума не округлої форми, а простягається вздовж течії річки або струмка. Її площа варіює від 0,12 до 23,47 га, в середньому 4,65 га (Техас), однак іноді може займати до 254 га. Опосуми ведуть самітний спосіб життя; соціальні зв'язки розвинені слабо — за винятком репродуктивного періоду, дорослі особини демонструють одне до одного ворожість. Хоча самок вдається утримувати в неволі групами, дорослі самці незмінно вступають у сутички, аж до смерті слабшого самця. Агресивна поведінка включає агресивні вокалізації (шипіння, верески), демонстрацію вишкірених зубів і фізичний контакт. Слабший супротивник може впадати в захисну кататонію.
Порівняно з іншими ссавцями опосуми виглядають досить повільними і незграбними. При бігу вони розвивають швидкість до 7,4 км/год. Лазять за допомогою протиставлених великих пальців і хапального хвоста, а також непогано, хоча і повільно (зі швидкістю до 1,1 км/год), плавають. У воду кидаються в разі небезпеки, без зусилля покриваючи відстань до 100 м. За серйозної небезпеки опосуми «прикидаються» мертвими (насправді, ця реакція на сильний стрес мимовільна), хоча можуть демонструвати й агресивну поведінку. Сильно наляканий опосум входить у каталептичний стан, який може тривати від кількох хвилин до 2–6 годин. При цьому опосум лежить на боці, відкривши очі й пащу, його м'язи розслаблюються, а анальні залози виділяють смердючу зеленувату секрецію. Чутливість до тактильної стимуляції помітно знижується, хоча тварини можуть слабко реагувати на раптові звуки.
За шерстю опосуми доглядають за допомогою пальців задніх кінцівок (крім великого), вичісуючи ними паразитів. Вони умивають мордочку передніми лапами, подібно кішкам. Чіпкий хвіст використовується не тільки при лазінні, але і для перенесення будівельних матеріалів для гнізда.
Активні опосуми виключно ночами, вирушаючи на пошуки корму після заходу сонця. Пік активності навесні та влітку припадає на час між 23 і 2 год ночі. Пізньої осені та взимку активність помітно знижується, особливо в періоди сильних заморозків, однак у сплячку віргінські опосуми не впадають. Звичайна температура тіла цих тварин — 35 °C. Тривалість життя опосумів дуже мала як на тварин їхнього розміру й способу життя. В природі вона складає 2–3 роки, в неволі максимальний досягнений вік — 6 років.
Природними ворогами опосумів є лисиці, руді рисі, койоти, великі сови та інші хижі птахи. На молодняк також полюють змії. Віргінські опосуми є переносниками деяких інфекційних захворювань, у тому числі сказу. Водночас самі тварини через повільний метаболізм дуже стійкі до сказу й опосуми рідко помирають від нього.

### Раціон

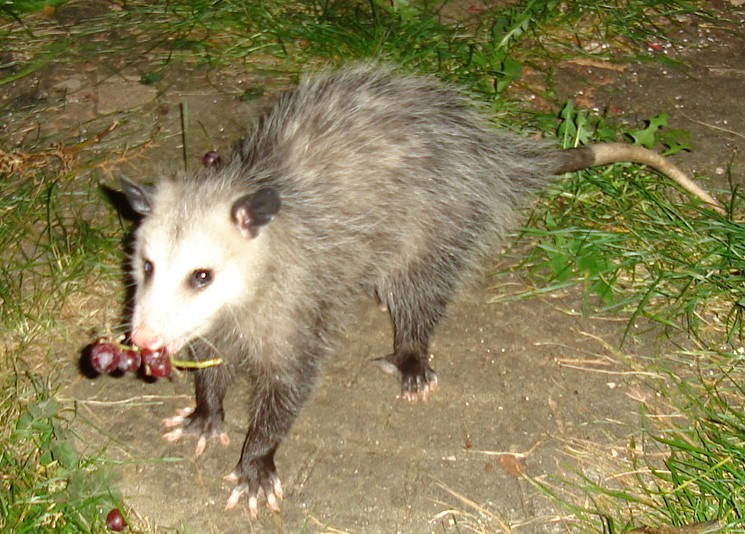
Опосум може доїсти залишки їжі, що не доїла людина

Віргінський опосум всеїдний. Більшу частину його раціону складають комахи та інші безхребетні, падло. Поїдає також рослинну їжу, включаючи зернові злаки, фрукти та овочі, гриби. У населених місцевостях охоче риється в викинутому смітті.
У неволі, при поганих умовах утримання, опосуми схильні до канібалізму, поїдаючи поранених і ослаблених особин. У природі такої поведінки не демонструють.

### Розмноження

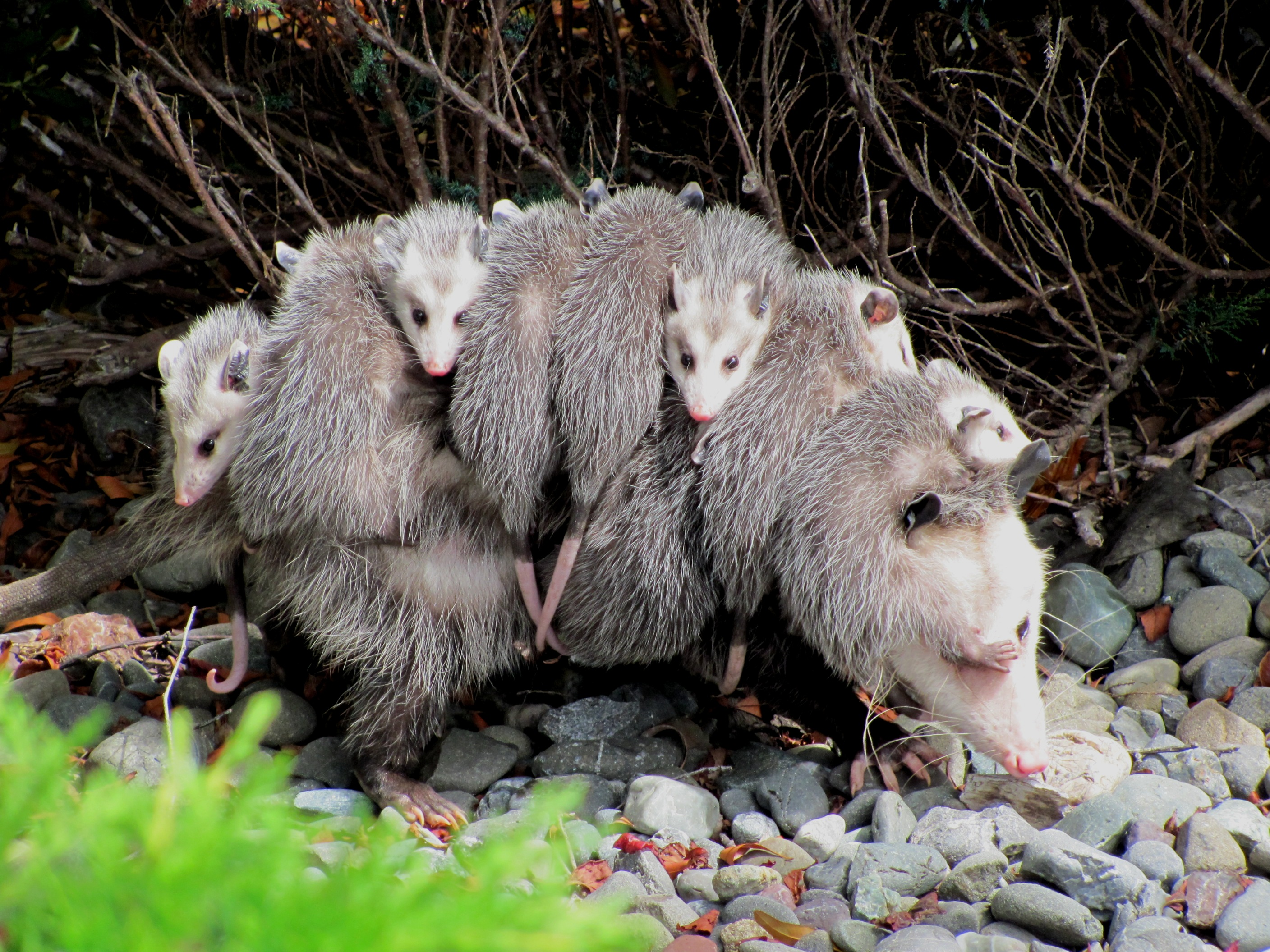
Самка опосума несе дитинчат на спині

Період розмноження у віргінського опосума тривалий і триває з січня чи лютого по червень-липень. Піки репродуктивної активності припадають на кінець січня — кінець березня і на середину травня — початок липня. Естральний період у самок триває 22-38 днів; спарювання відбувається невдовзі після того, як самка входить в тічку. Відразу після запліднення самка знову починає поводитися агресивно і проганяє самця.
Запліднення відбувається в обох матках, хоча овуляція може затримуватися на 4 дні після коїтусу. З кожного яєчника в середньому вивільняється по 11 яйцеклітин (0,75 мм діаметром), запліднення відбувається у фаллопієвих трубах. Через 24 години запліднені яйцеклітини потрапляють у матку. Плацента не формується, проте ембріон оточують складки маткової стінки. Тісний контакт хоріона і кровоносних судин слизової матки дозволяє поживним речовинам переміщатися з кровоносного русла матері до зародка. Вагітність триває 12–13 днів; пологи відбуваються з лютого по липень. Виводок спочатку складається з 5–23 дитинчат, проте, оскільки у самки, як правило, всього 13 сосків, частина новонароджених не виживає. Таким чином, середній розмір виводка у віргінського опосума — 7–9 дитинчат. У північній частині ареалу в опосумів буває 1 виводок на рік; в іншій частині ареалу — 2 виводки на рік, зрідка — 3.
Дитинчата народжуються вагою всього 0,16 г і довжиною 14 мм. На вигляд вони більше нагадують ембріони, ніж сформованих тварин. Відразу після народження вони за допомогою розвинутих кігтиків на передніх лапах переповзають у сумку матері, де прикріплюються до соска. Коли дитинча починає ссати, сосок розбухає і повністю заповнює його рот. Дитинчата залишаються прикріпленими до сосків до 50–65 днів життя, що приблизно можна порівняти з тривалістю вагітності у плацентарного ссавця схожого розміру. Через 2 місяці після народження у дитинчат з'являється шерсть і відкриваються очі, а ще днів через 5–10 вони починають пересуватися самостійно і харчуватися твердою їжею. У цей час дитинчата при переміщеннях залазять на спину матері, часто тримаючись хвостами за її хвіст, піднятий над спиною кінцем вперед.
Самостійними молоді опосуми стають між 95 і 105 днем життя, після чого будь-який зв'язок з матір'ю у них припиняється. Самки, що спостерігалися в неволі, не захищали свій виводок і дозволяли забирати його з гнізда. Оскільки вагітність у самок коротша від естрального циклу, втративши виводок, самка може незабаром злучитися знову. Молоді самки досягають статевої зрілості до 9 місяців і в природі рідко живуть більше ніж 1 репродуктивний сезон. Смертність на першому році життя висока, проте за даними досліджень популяції опосумів можуть на 75 % складатися з молодняка.

## Статус популяції

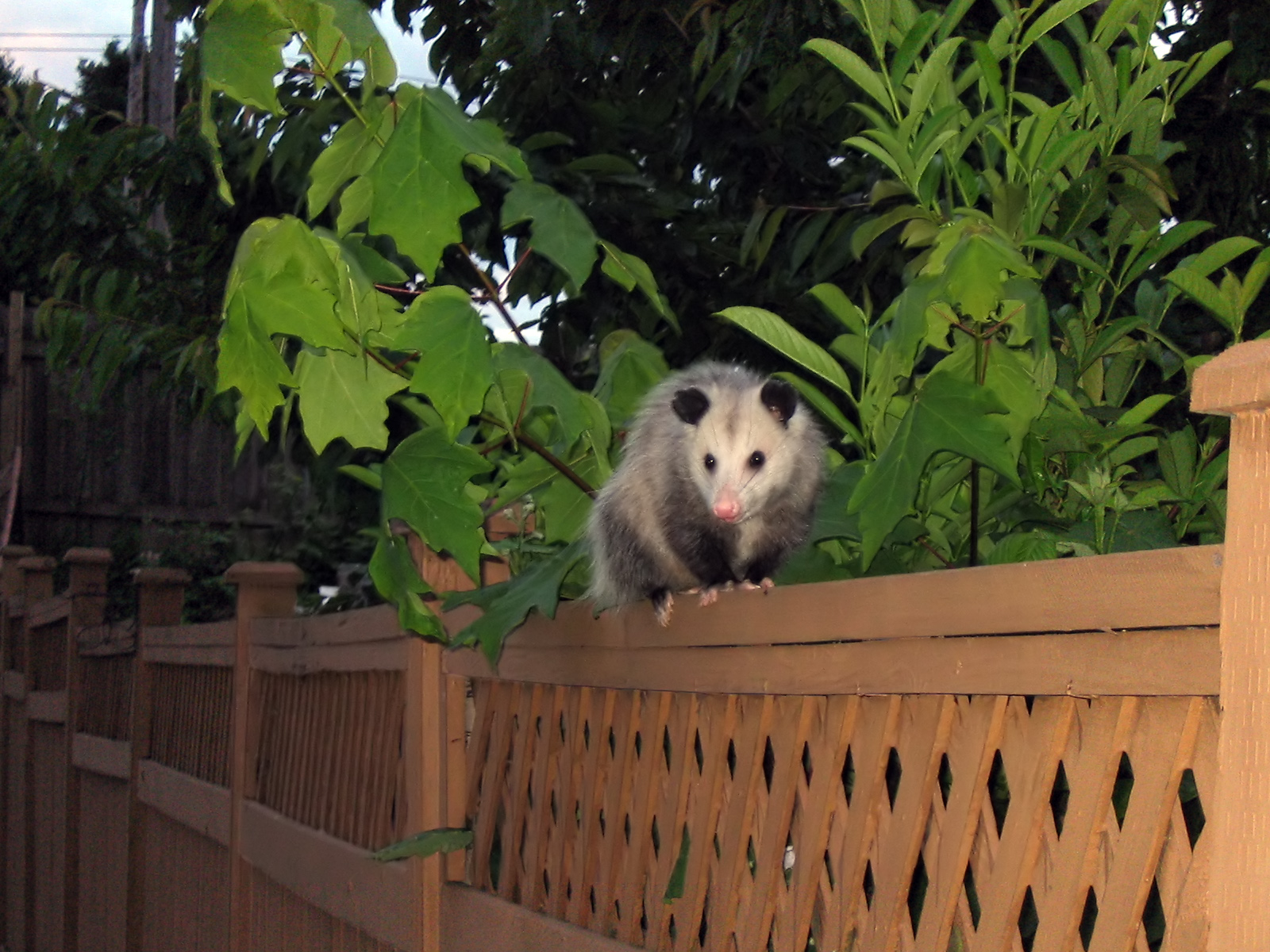
Подібно до єнота опосуми можуть жити поряд з людьми

Віргінський опосум — звичайна для Північної Америки тварина, через невибагливість легко адаптується до проживання у місцевостях, населених людьми. Подібно до єнота чи скунса, опосумів часто можна спостерігати, як вони риються в смітті. Однією з основних причин смертності опосумів є загибель на дорогах. У південно-східній частині США на опосумів традиційно полюють заради їстівного м'яса і жорсткого хутра, яке йде на виготовлення верхнього одягу та інших виробів. Завдають певної шкоди садам і полям.
У списку Міжнародної Червоної книги віргінському опосумові присвоєно статус найменшого ризику зникнення (англ. Least concern).